# Estación de Lezo-Rentería
La estación de Lezo-Rentería (en euskera: «Lezo-Errenteriako Geltokia») es una estación ferroviaria situada en el municipio español de Lezo cerca de Rentería en la provincia de Guipúzcoa, comunidad autónoma del País Vasco.
Forma parte la línea C-1 de la red de Cercanías San Sebastián operada por Renfe. Cuenta también con servicios de Media Distancia. Al igual que su vecina Pasajes cuenta con tráfico de mercancías.

## Situación ferroviaria
La estación se encuentra en el punto kilométrico 629,570 de la línea férrea de ancho ibérico que une Madrid con Hendaya a 11,44 metros de altitud.

## Historia
La estación fue inaugurada el 18 de octubre de 1863 con la puesta en marcha del tramo Irún-San Sebastián de la línea radial Madrid-Hendaya. Su explotación inicial quedó a cargo de la Compañía de los Caminos de Hierro del Norte de España quien mantuvo su titularidad hasta que en 1941 fue nacionalizada e integrada en la recién creada RENFE. Desde el 31 de diciembre de 2004 Renfe Operadora explota la línea mientras que Adif es la titular de las instalaciones ferroviarias. 

## La estación
El edificio de viajeros de la estación de Lezo-Rentería es una estructura de tres pisos parcialmente revestido de piedra y cubierto por un amplio tejado de teja en pico de dos vertientes. Dispone de dos andenes laterales y de dos vías principales que se completan con otras cinco vías más muy próximas a la estación y usadas para el tráfico de mercancías. 

## Servicios ferroviarios

### Media distancia
La línea 25 de los servicios de Media Distancia de Renfe da servicio a la estación a razón de 3 relaciones diarias entre Irún y Vitoria en ambos sentidos. Algunos trenes continúan o provienen de Miranda de Ebro. 
| Línea MD | Trenes | Origen/Destino |  | Destino/Origen          |
| -------- | ------ | -------------- |  | ----------------------- |
|          | MD     | Irún           |  | Madrid-Chamartín        |
| 25       | MD     | Irún           |  | Vitoria Miranda de Ebro |

### Cercanías
Los trenes de cercanías de la Línea C-1 se detienen de forma regular en la estación. 